# Sabine Ress

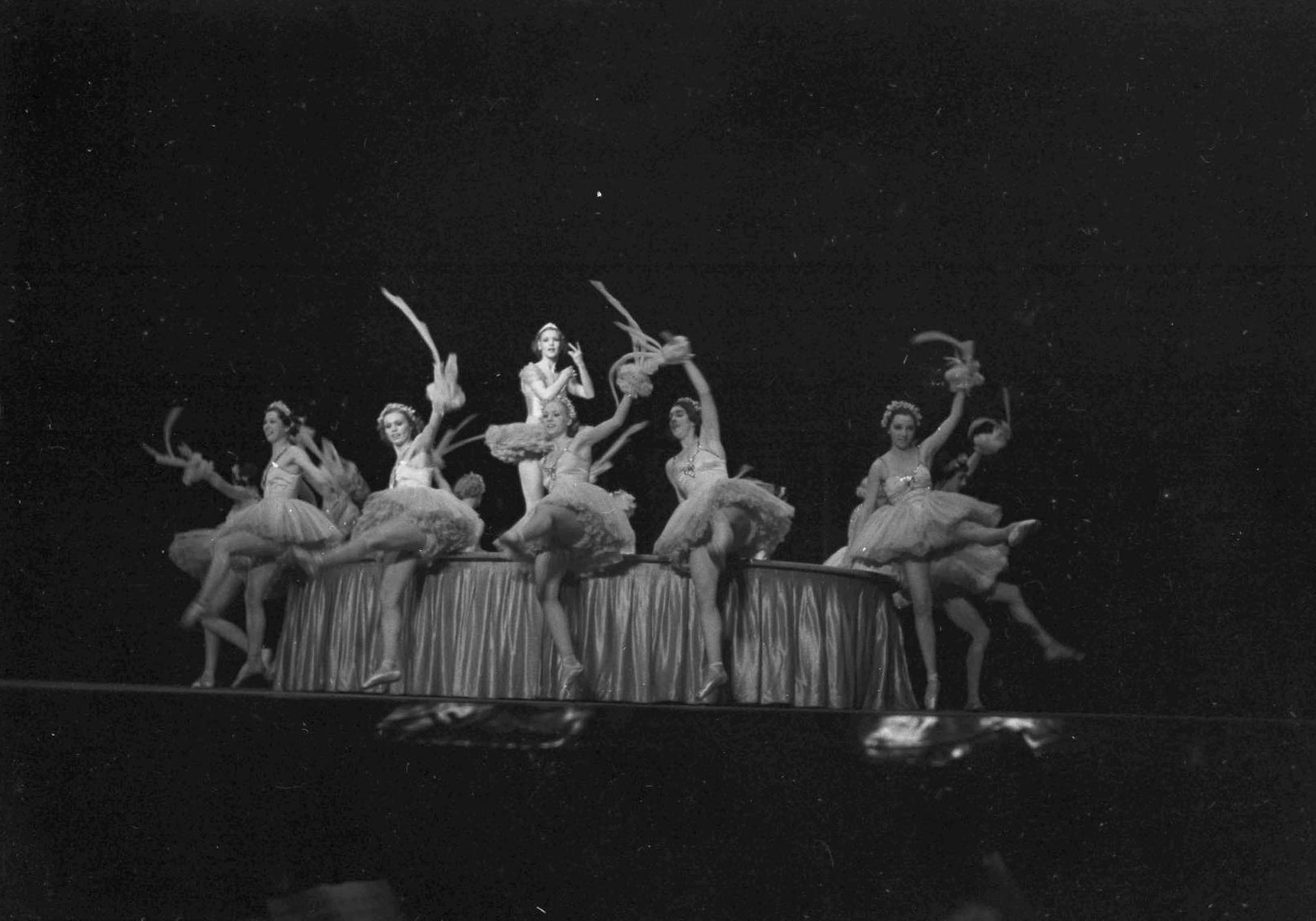
Sabine Ress mit Filmballett im Wintergarten 1936

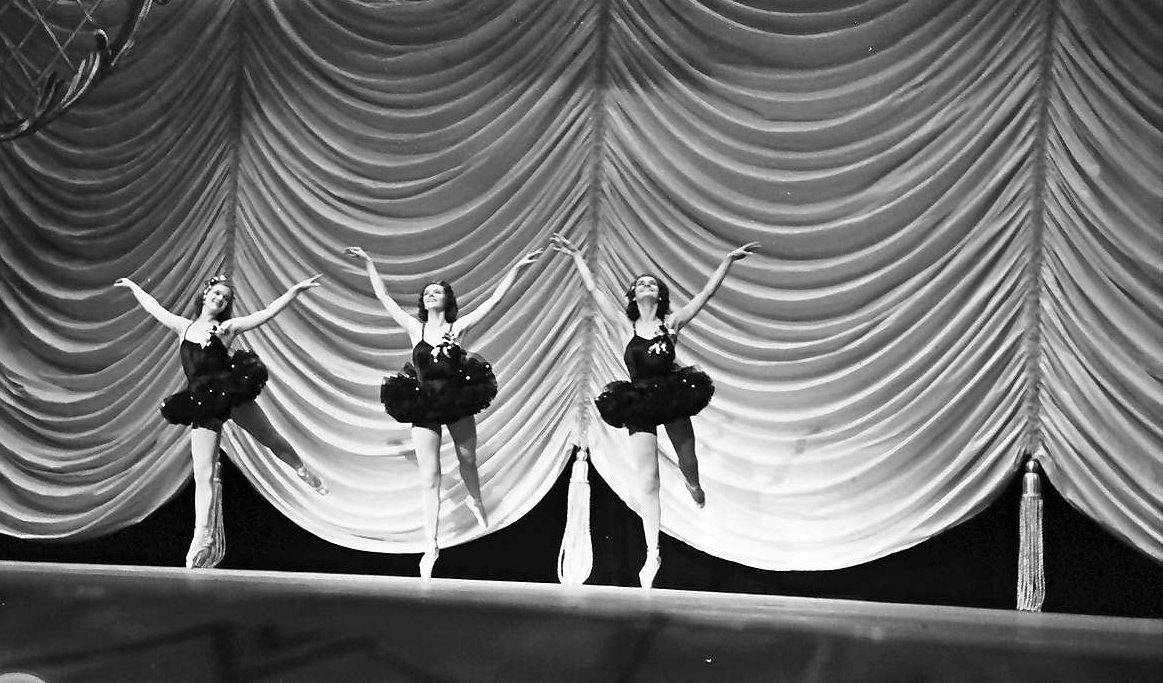
Sabine Ress mit Ballett im Wintergarten 1939

Sabine Ress  (* 21. Oktober 1904 in Berlin als Sabine Davidoff; † 10. Juli 1985;  auch als Sabine Reß) war eine deutsche Tänzerin, Ballettmeisterin, Tanzpädagogin und Choreografin.

## Leben
Sabine Ress erhielt Ballettunterricht bei Margarete Altmann und Eugenie  Eduardowa. Erste Bühnenerfahrungen sammelte sie bei Auftritten (Tanzabende) mit der Ballettschule von Eugenie Eduardowa. Bereits im Jahr 1922 erteilte sie selbstständig Unterricht und trat in den 1930er Jahren mit einem eigenen Ballett im Berliner Wintergarten und der Scala auf. 1938 eröffnete sie eine Ballettschule in Berlin.  Zu ihren Schülern zählten unter anderem die Tänzerinnen Lula von Sachnowsky, Karin von Aroldingen und Natascha Trofimowa. Von 1938 bis 1943 übte sie zudem die Funktion der Ballettmeisterin am Theater am Nollendorfplatz aus. Die gleiche Position hatte sie von 1947 bis 1951 an der Komischen Oper inne. Von Ende September bis Anfang Oktober 1958 war Ress an der spektakulären Fledermaus-Aufführung in der 10.000 Zuschauer fassenden Deutschlandhalle anlässlich der Berliner Festwochen beteiligt.
Ab 1933 war Sabine Ress auch als Filmchoreografin tätig. Zu ihren frühen Arbeiten gehörte die Choreografie zu Ich und die Kaiserin und Viktor und Viktoria. Später choreografierte sie bis in die 1960er Jahre vielfach in Filmen mit Marika Rökk. Darunter befanden sich Der Bettelstudent, Gasparone, Und du mein Schatz fährst mit, Es war eine rauschende Ballnacht, Kora Terry, Sensation in San Remo, Maske in Blau, Die Nacht vor der Premiere, Mein Mann, das Wirtschaftswunder und Hochzeitsnacht im Paradies. Weiterhin übernahm sie die Choreografie für einige Fernsehproduktionen, wie 1961 und 1962 in der Show Musik aus aller Welt, die 1961 anlässlich der Internationalen Funkausstellung vom Sender Freies Berlin (SFB) aus der Deutschlandhalle in Berlin übertragen wurde.

## Rezeption
„Die von Sabine Reß einstudierten Tanzeinlagen halten sich auf bescheidenem Niveau.“

„Auch Sabine Ress mit ihrer Tanzgruppe […] [ist] an der beispielhaften Kollektivleistung beteiligt.“

## Filmografie (Auswahl)
alle als Choreografin
- 1933: Ich und die Kaiserin
- 1933: Viktor und Viktoria
- 1935: Der alte und der junge König
- 1936: Der Favorit der Kaiserin
- 1936: Der Bettelstudent
- 1936: Mädchen in Weiß
- 1936: Eskapade
- 1937: Und du mein Schatz fährst mit
- 1937: Land der Liebe
- 1937: Die Fledermaus
- 1937: Truxa
- 1937: Man spricht über Jacqueline
- 1937: Patrioten
- 1937: Gasparone
- 1938: Immer wenn ich glücklich bin
- 1939: Der Vorhang fällt
- 1939: Es war eine rauschende Ballnacht
- 1940: Jud Süß
- 1940: Das leichte Mädchen
- 1940: Kora Terry
- 1941: Tanz mit dem Kaiser
- 1942: Hab mich lieb
- 1951: Sensation in San Remo
- 1952: Pension Schöller
- 1953: Maske in Blau
- 1953: Die geschiedene Frau
- 1954: Feuerwerk
- 1954: Schützenliesel
- 1954: Ewiger Walzer
- 1955: Der Cornet
- 1955: Die Drei von der Tankstelle
- 1956: Die Rosel vom Schwarzwald
- 1957: Nachts im Grünen Kakadu
- 1959: Die Nacht vor der Premiere
- 1959: Die schöne Lügnerin
- 1959: Salem Aleikum
- 1960: Wir wollen niemals auseinandergehen
- 1961: Mein Mann, das Wirtschaftswunder
- 1961: Musik aus aller Welt (Fernsehshow)
- 1962: Hochzeitsnacht im Paradies
- 1962: Musik aus aller Welt (Fernsehshow)
- 1970: Robert Stolz zum 90. Geburtstag (Fernsehshow)

als Darstellerin
- 1963: Es war mir ein Vergnügen